# Куярка
Куя́рка или Черну́шка — река в России, протекает по Медведевскому району Республики Марий Эл. Устье реки находится в 76 км от устья Малой Кокшаги по левому берегу. Длина реки — 16 км, площадь водосборного бассейна — 80,1 км². В 2,6 км от устья по левому берегу принимает реку Лючер.
Исток реки в лесах у посёлка Егорьевский в 16 км к юго-востоку от центра Йошкар-Олы. Река течёт на юго-запад по ненаселённому лесу, крупнейший приток — Лючер (левый). Впадает в Малую Кокшагу у села Куяр.

## Данные водного реестра
По данным государственного водного реестра России относится к Верхневолжскому бассейновому округу, водохозяйственный участок реки — Волга от Чебоксарского гидроузла до города Казань, без рек Свияга и Цивиль, речной подбассейн реки — Волга от впадения Оки до Куйбышевского водохранилища (без бассейна Суры). Речной бассейн реки — (Верхняя) Волга до Куйбышевского водохранилища (без бассейна Оки).
Код объекта в государственном водном реестре — 08010400712112100001210.